# Renzo Ruggieri

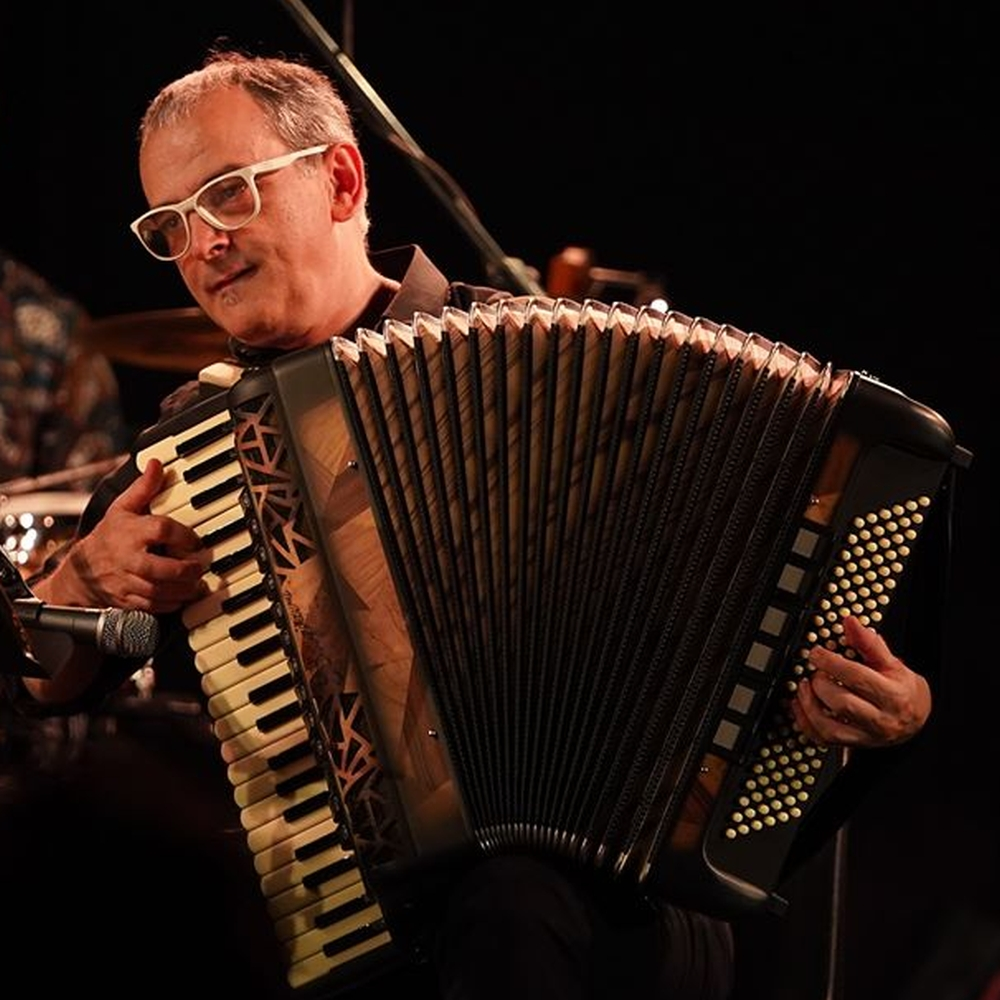
Renzo Ruggieri

Renzo Ruggieri (* 1965 in Roseto degli Abruzzi) ist ein italienischer Musiker (Akkordeon, auch Arrangement, Komposition) des Modern Jazz.

## Leben und Wirken
Ruggieri studierte Standardakkordeon bei Aldo Rampa und Chromatisches Knopfakkordeon bei Vittorio Pomante. Bis zum Abschluss des Studiums hatte er außerdem Unterricht in Jazzpiano am CPM in Mailand bei Franco D’Andrea; ferner besuchte er Kurse in Jazz-Akkordeonspiel bei Frank Marocco (1995), Adriano Mazzoletti (1996), Richard Galliano (2000) und Umberto Fiorentino (2002) sowie in Arrangement und Komposition für Bigband-Jazz bei Mario Raja (2001) und Filmmusik (1991) bei Ennio Morricone.
Ruggieri arbeitete als Solist und in verschiedenen Ensembles bis Symphonieorchestern, mit denen er weltweit zahlreiche Konzerte gab. Dabei trat er auf renommierten Bühnen wie der Arena di Verona, dem Shanghai Grand Theatre, dem Ariston Theatre in Sanremo, in der  Gnessin-Musikschule in Moskau, dem Teatro Olimpico in Vicenza und dem Teatro dell’Opera di Roma auf. Ferner war er künstlerischer Leiter mehrerer Akkordeon-Festivals; 2009 wurde er beim Internationalen Akkordeonfestival von Castelfidardo mit dem Voce d'Oro ausgezeichnet, den zuvor Musiker wie Richard Galliano, Gorni Kramer, Astor Piazzolla, Art Van Damme erhalten hatten. 2013 erhielt er die „Silber-Schallplatte“ der Gnessin-Akademie von Moskau. Seine CDs Inni d'Italia und Collection wurden mit dem Orpheus-Award als beste Akkordeon-Jazz-CD des Jahres ausgezeichnet.
Des Weiteren schrieb Ruggieri auch Musik für Theaterwerke, darunter Il Ratto di Proserpina von R. San Secondo (Griechisch-Römisches Theater in Taormina, 1997), La leggenda del fiore di lino, Stipo / Del Giudice (Theater Rom, 2001) und Van Gogh und Tutanchamun von Marco Goldin (Teatro Olimpico in Vicenza, 2013). 2007 erschien sein Album Bends (Wide Sound); 2008 legte er mit Mauro De Federicis das Duoalbum Terre (Associazione Promozionarte) vor.
Ruggieri unterrichtete an den Konservatorien von Cosenza, Teramo, Castelfranco Veneto, Nocera Terinese und L’Aquila und hielt Seminare in Kanada, Russland, den USA und China ab. Weiterhin hat er didaktische Werke und Kompositionen bei Musikverlagen publiziert und schreibt Artikel für Fachzeitschriften.

## Diskographische Hinweise
- Valentino è Tango
- Live Improviationns – Solo Accordion Project